# Nisída Agíou Georgíou
Nisída Agíou Georgíou (engelska: Agios Georgios Island) är en ö i Cypern.   Den ligger i distriktet Eparchía Páfou, i den västra delen av landet, 90 km väster om huvudstaden Nicosia.
Klimatet i området är tempererat. Årsmedeltemperaturen i trakten är 20 °C. Den varmaste månaden är augusti, då medeltemperaturen är 30 °C, och den kallaste är januari, med 10 °C. Genomsnittlig årsnederbörd är 618 millimeter. Den regnigaste månaden är december, med i genomsnitt 116 mm nederbörd, och den torraste är augusti, med 1 mm nederbörd.